# Celleporaria albirostris
Celleporaria albirostris är en mossdjursart som först beskrevs av Smitt 1873.  Celleporaria albirostris ingår i släktet Celleporaria och familjen Lepraliellidae.
Artens utbredningsområde är Mexikanska golfen. Inga underarter finns listade i Catalogue of Life.